# Whitfieldia thollonii
Whitfieldia thollonii är en akantusväxtart som först beskrevs av Henri Ernest Baillon, och fick sitt nu gällande namn av Raymond Benoist. Whitfieldia thollonii ingår i släktet Whitfieldia och familjen akantusväxter. Inga underarter finns listade i Catalogue of Life.